# Administrador de la NASA
El administrador de la NASA es el puesto más alto en la NASA, la agencia espacial estadounidense. Sirve como asesor sénior en ciencia espacial al presidente de los Estados Unidos. De acuerdo con la misma agencia, el papel del administrador consiste en «liderar el equipo de la NASA y administrar sus recursos para la Vision for Space Exploration».
Tanto el cargo de administrador como el de administrador adjunto son civiles y nominados por el presidente, pero han de ser confirmados por el Senado de los Estados Unidos.
El primer administrador de la NASA fue T. Keith Glennan, que reunió bajo su mandato todos los proyectos entonces dispersos de investigación y desarrollo espacial de los Estados Unidos. Daniel Goldin ha sido el administrador que más tiempo ha permanecido en el cargo, cerca de nueve años y medio, y es conocido por sus programas «más rápidos, mejores y baratos». Sólo una persona, James C. Fletcher, ha ocupado en dos ocasiones el puesto, ya que volvió a la NASA tras el desastre del Challenger.
El medio de transporte oficial del administrador se denomina oficialmente NASA One, un avión modelo Gulfstream III compartido desde 2008 con la Administración Federal de Aviación.
El actual administrador de la NASA es Bill Nelson, quien fue nominado por Joe Biden y confirmado por el Senado de los Estados Unidos el 29 de abril de 2021.

## Administradores

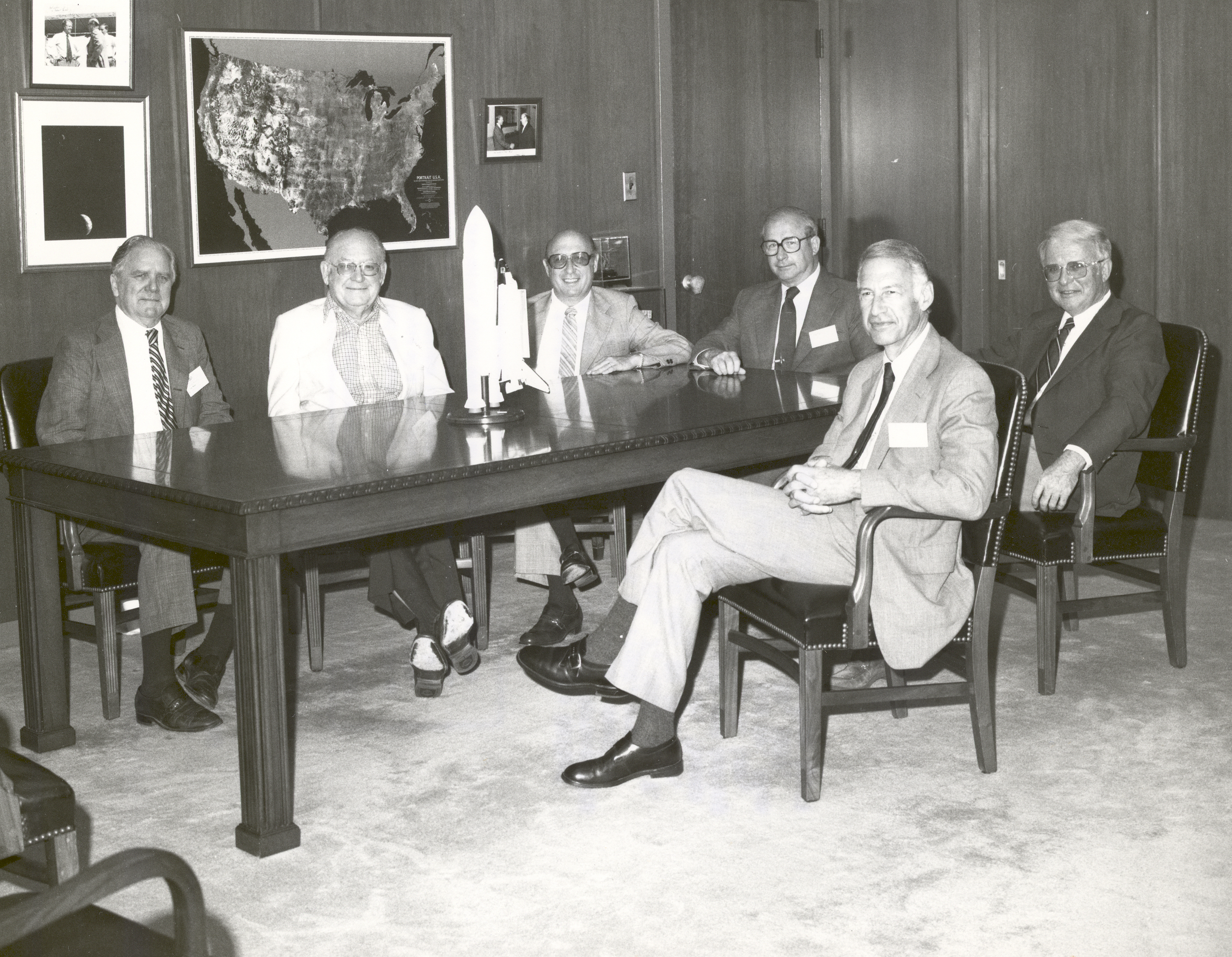
Reunión de varios administradores de la NASA en 1977. De izquierda a derecha: James E. Webb, T. Keith Glennan, Robert A. Frosch, Thomas O. Paine, George M. Low y Alan M. Lovelace

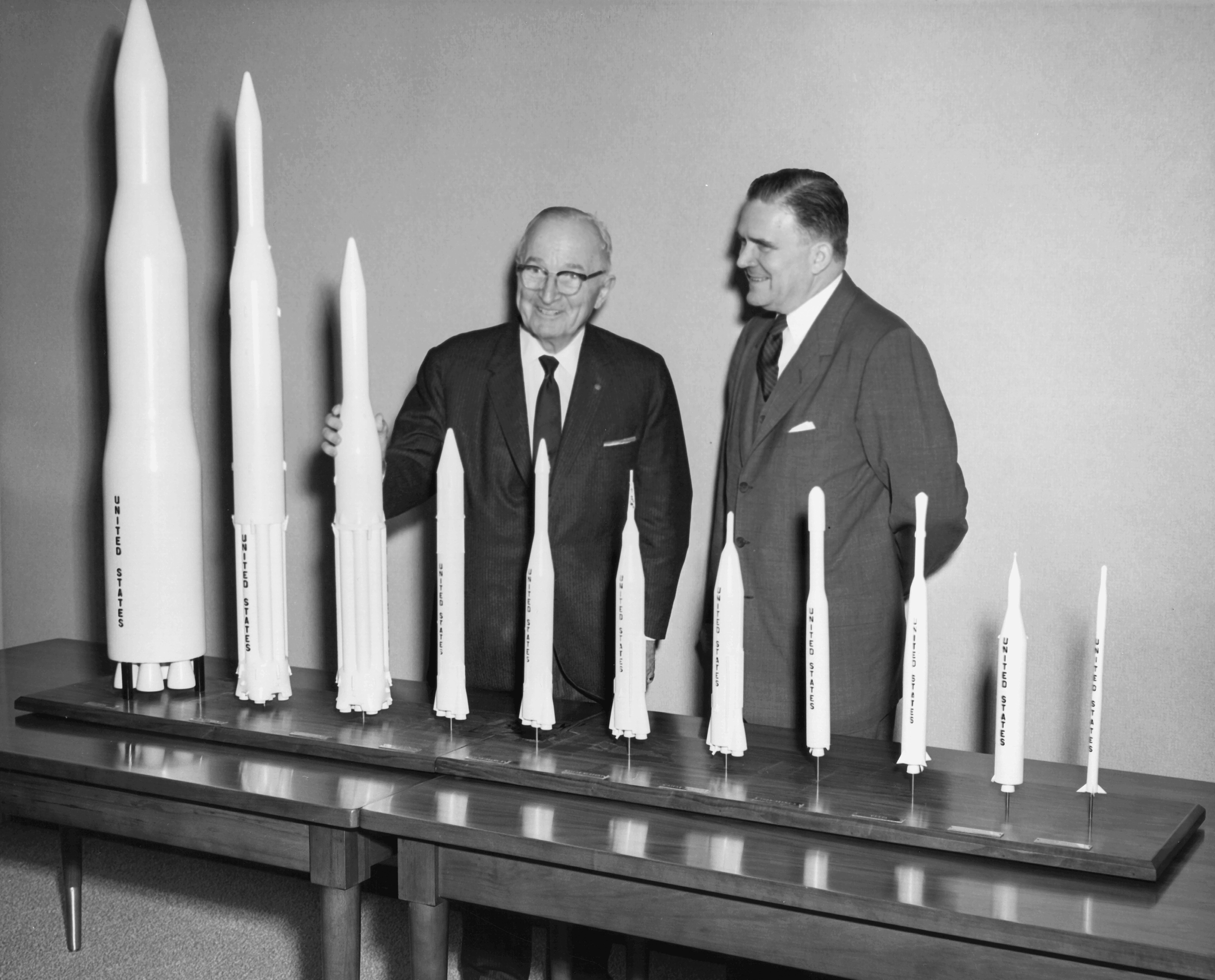
James E. Webb, a la derecha, muestra al presidente Harry S. Truman varios modelos de cohetes en 1961

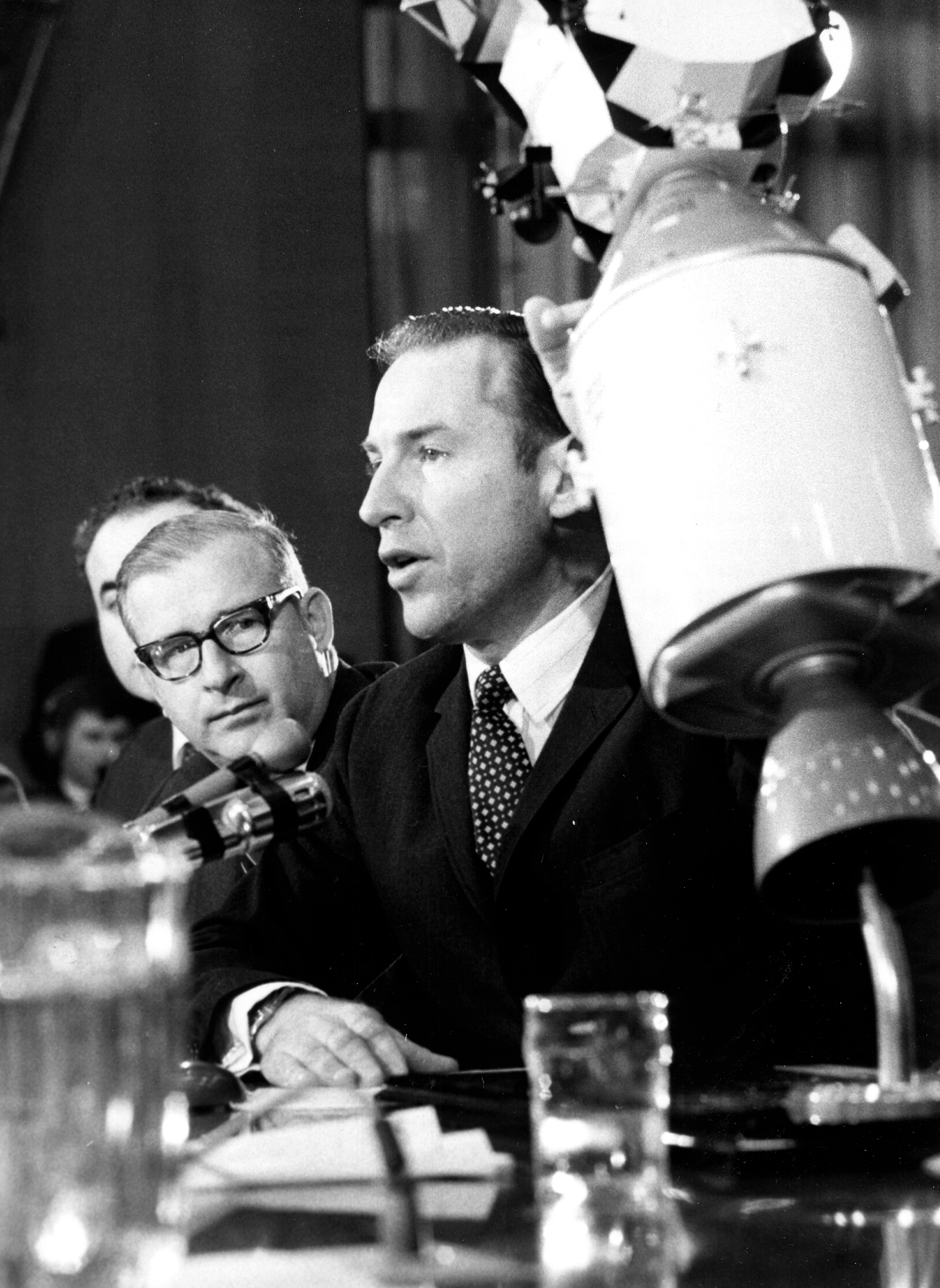
El astronauta James A. Lovell, a la derecha, acompañado del administrador de la NASA, Thomas O. Paine, en una audiencia del Comité Espacial del Senado sobre el Apolo 13 en 1970

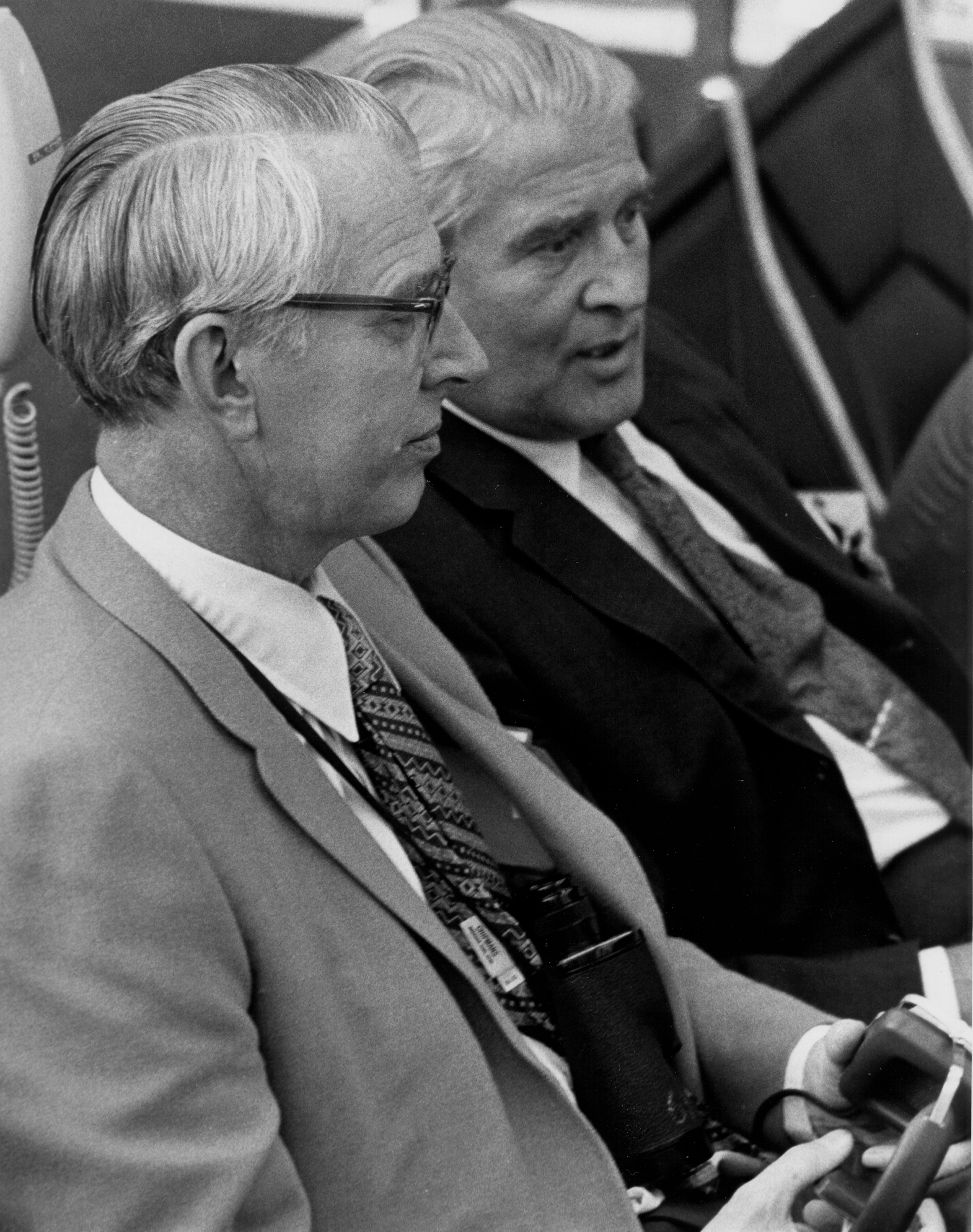
James C. Fletcher, a la izquierda, y Wernher von Braun en 1971

| Fotografía               | Nombre                              | Comienzo                 | Término                  | Duración  | Ref(s)       |
| ------------------------ | ----------------------------------- | ------------------------ | ------------------------ | --------- | ------------ |
| T. Keith Glennan         | T. Keith Glennan                    | 19 de agosto de 1958     | 20 de enero de 1961      | 885 días  | [ 10 ]       |
| Hugh L. Dryden           | Hugh L. Dryden (interino)           | 21 de enero de 1961      | 14 de febrero de 1961    | 24 días   | [ 10 ]       |
| James E. Webb            | James E. Webb                       | 14 de febrero de 1961    | 7 de octubre de 1968     | 2792 días | [ 10 ]       |
| Thomas O. Paine          | Thomas O. Paine (interino)          | 8 de octubre de 1968     | 21 de marzo de 1969      | 164 días  | [ 10 ]       |
| Thomas O. Paine          | Thomas O. Paine                     | 21 de marzo de 1969      | 15 de septiembre de 1970 | 543 días  | [ 10 ]       |
| George M. Low            | George M. Low (interino)            | 16 de septiembre de 1970 | 26 de abril de 1971      | 222 días  | [ 10 ]       |
| James C. Fletcher        | James C. Fletcher                   | 27 de abril de 1971      | 1 de mayo de 1977        | 2196 días | [ 10 ]       |
| Alan M. Lovelace         | Alan M. Lovelace (interino)         | 2 de mayo de 1977        | 20 de junio de 1977      | 49 días   | [ 10 ]       |
| Robert A. Frosch         | Robert A. Frosch                    | 21 de junio de 1977      | 20 de enero de 1981      | 1309 días | [ 10 ]       |
| Alan M. Lovelace         | Alan M. Lovelace (interino)         | 21 de enero de 1981      | 10 de julio de 1981      | 170 días  | [ 10 ]       |
| James M. Beggs           | James M. Beggs                      | 10 de julio de 1981      | 4 de diciembre de 1985   | 1608 días | [ 10 ]       |
| William R. Graham        | William R. Graham (interino)        | 4 de diciembre de 1985   | 11 de mayo de 1986       | 158 días  | [ 10 ]       |
| James C. Fletcher        | James C. Fletcher                   | 12 de mayo de 1986       | 8 de abril de 1989       | 1062 días | [ 10 ]       |
| Dale D. Myers            | Dale D. Myers (interino)            | 8 de abril de 1989       | 13 de mayo de 1989       | 35 días   | [ 10 ]       |
| Richard H. Truly         | Richard H. Truly (interino)         | 14 de mayo de 1989       | 30 de junio de 1989      | 47 días   | [ 10 ]       |
| Richard H. Truly         | Richard H. Truly                    | 1 de julio de 1989       | 31 de marzo de 1992      | 1004 días | [ 10 ]       |
| Daniel S. Goldin         | Daniel S. Goldin                    | 1 de abril de 1992       | 17 de noviembre de 2001  | 3517 días | [ 10 ]       |
| Daniel R. Mulville       | Daniel R. Mulville (interino)       | 19 de noviembre de 2001  | 21 de diciembre de 2001  | 32 días   | [ 10 ]       |
| Sean O'Keefe             | Sean O'Keefe                        | 21 de diciembre de 2001  | 11 de febrero de 2005    | 1148 días | [ 10 ]       |
| Frederick D. Gregory     | Frederick D. Gregory (interino)     | 11 de febrero de 2005    | 14 de abril de 2005      | 62 días   | [ 10 ]       |
| Michael D. Griffin       | Michael D. Griffin                  | 14 de abril de 2005      | 20 de enero de 2009      | 1377 días | [ 1 ] [ 10 ] |
| Christopher Scolese      | Christopher Scolese (interino)      | 21 de enero de 2009      | 16 de julio de 2009      | 176 días  | [ 10 ]       |
| Charles F. Bolden, Jr.   | Charles F. Bolden, Jr.              | 17 de julio de 2009      | 20 de enero de 2017      | 2744 días | [ 10 ] [ 3 ] |
| Robert M. Lightfoot, Jr. | Robert M. Lightfoot, Jr. (interino) | 20 de enero de 2017      | 23 de abril de 2018      | 458 días  | [ 32 ]       |
| Jim Bridenstine          | Jim Bridenstine                     | 23 de abril de 2018      | 20 de enero de 2021      | 1003 días | [ 34 ]       |
| Steve Jurczyk            | Steve Jurczyk (interino)            | 20 de enero de 2021      | 3 de mayo de 2021        | 103 días  | [ 35 ]       |
| Bill Nelson              | Bill Nelson                         | 3 de mayo de 2021        | 20 de enero de 2025      | 1358 días | [ 36 ]       |
| Janet Petro              | Janet Petro (interina)              | 20 de enero de 2025      | En el cargo              | 59 días   |              |

## Administrador adjunto
Las funciones del administrador adjunto (deputy administrator) son, según la misma NASA:

«(...) servir como segundo en el mando de la agencia y ser responsable frente al administrador de proveer un liderazgo global, planificación y dirección política de la agencia. (...) Representa a la NASA en la Oficina Ejecutiva del Presidente de los Estados Unidos, el Congreso, las agencias federales apropiadas, las organizaciones internacionales y la comunidad científica. (...) Además, supervisa el trabajo diario en las oficinas de la NASA, como la Oficina del jefe financierio, del Consejero General y de Comunicaciones estratégicas».

El administrador adjunto que más tiempo ha permanecido en el cargo como interino fue John R. Dailey, que ocupó el puesto tras retirarse del Cuerpo de Marines. El que más tiempo ha ocupado el cargo plenamente fue el primer administrador adjunto, Hugh Latimer Dryden. Por su parte, tanto William R. Graham como Frederick D. Gregory ocuparon el puesto en dos ocasiones. Finalmente, tanto Graham como Daniel Mulville fueron administradores interinos en el periodo entre sus dos mandatos como adjuntos.

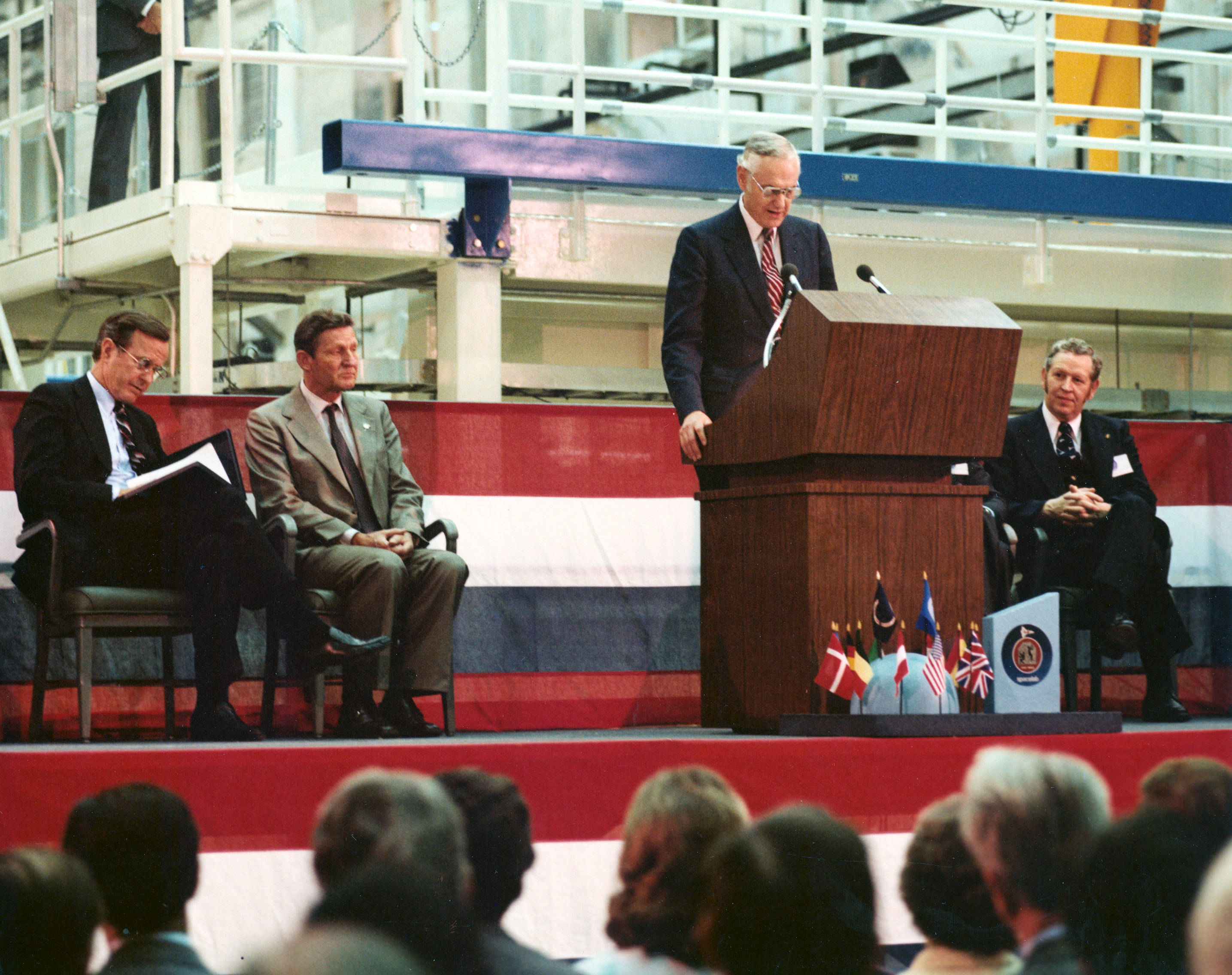
Discurso del administrador de la NASA, James M. Beggs, en 1982

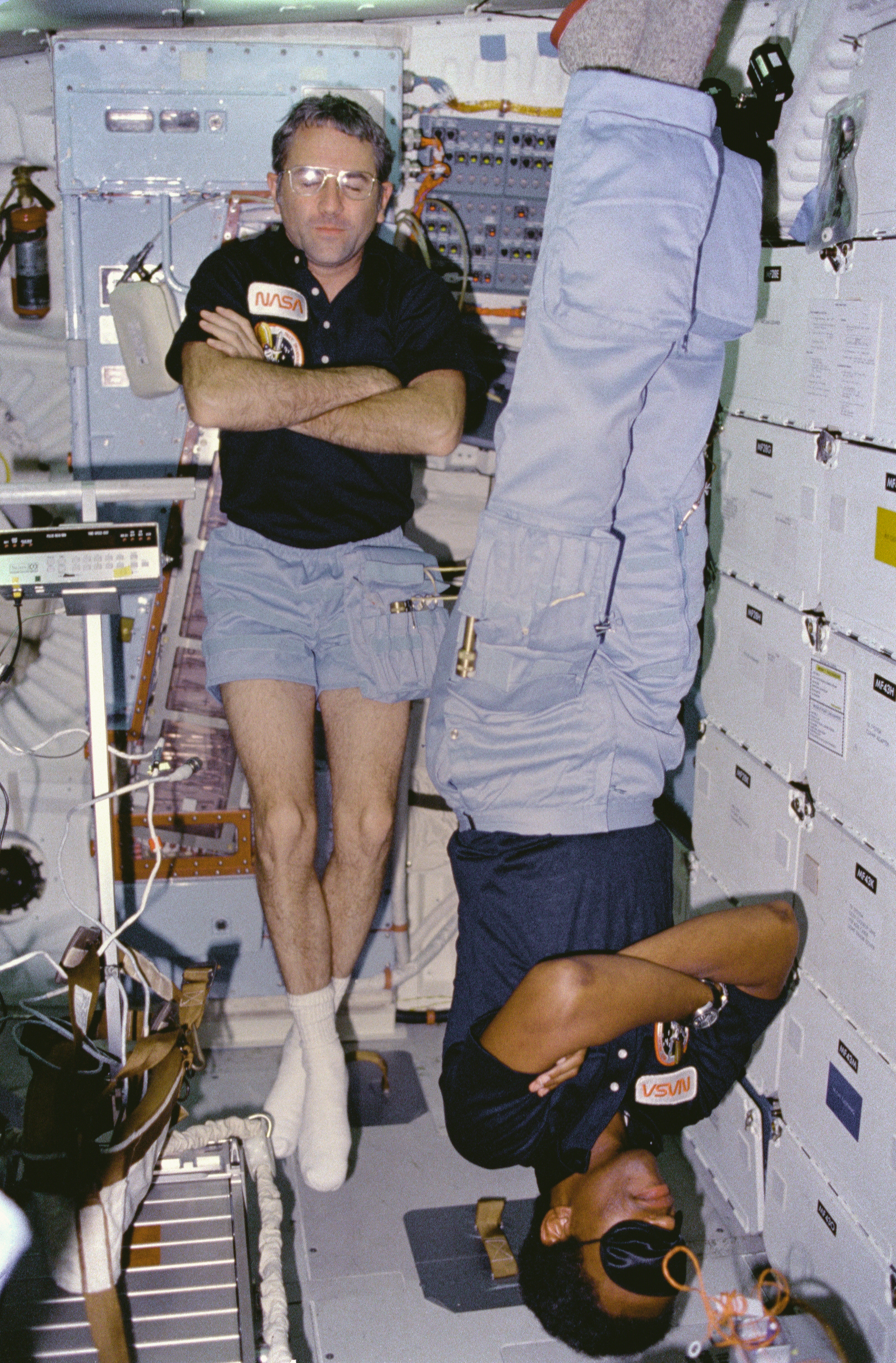
Richard Truly y Guion Bluford a bordo del Challenger en 1983

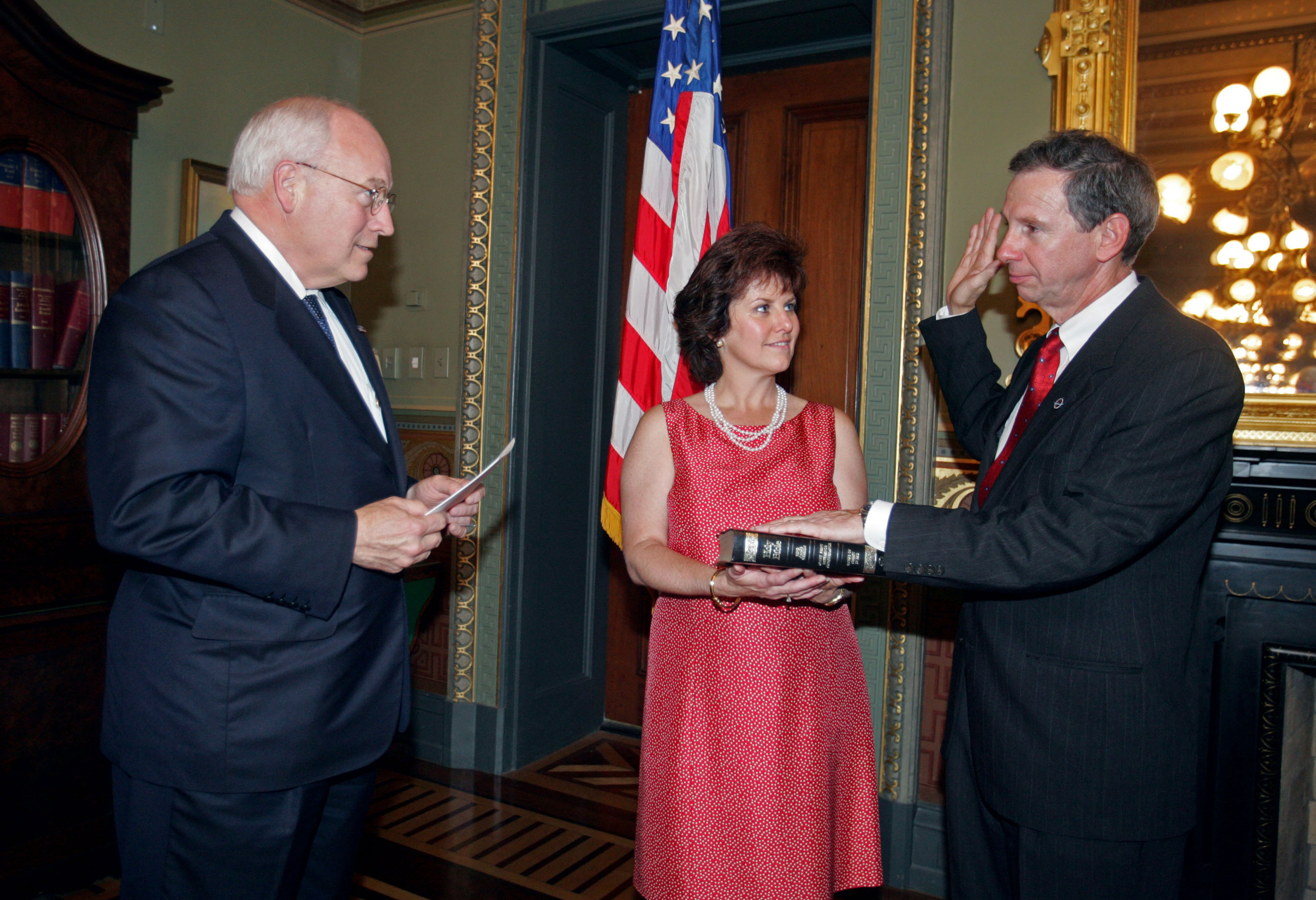
El vicepresidente Dick Cheney toma juramento a Michael Griffin en 2005

| Fotografía               | Nombre                         | Comienzo                | Término                  | Duración  | Ref(s) |
| ------------------------ | ------------------------------ | ----------------------- | ------------------------ | --------- | ------ |
| Hugh L. Dryden           | Dr. Hugh L. Dryden             | 19 de agosto de 1958    | 2 de diciembre de 1965   | 2662 días | [ 10 ] |
| Robert C. Seamans (Left) | Dr. Robert C. Seamans. Jr.     | 21 de diciembre de 1965 | 5 de enero de 1968       | 745 días  | [ 10 ] |
| Thomas O. Paine          | Dr. Thomas O. Paine            | 25 de marzo de 1968     | 20 de marzo de 1969      | 360 días  | [ 10 ] |
| George M. Low            | Dr. George M. Low              | 3 de diciembre de 1969  | 5 de junio de 1976       | 2376 días | [ 10 ] |
| Alan M. Lovelace         | Dr. Alan M. Lovelace           | 2 de julio de 1976      | 10 de julio de 1981      | 1834 días | [ 10 ] |
| Hans Mark                | Dr. Hans Mark                  | 10 de julio de 1981     | 1 de septiembre de 1984  | 1149 días | [ 10 ] |
| William R. Graham        | Dr. William R. Graham          | 25 de noviembre de 1985 | 4 de diciembre de 1985   | 9 días    | [ 10 ] |
| William R. Graham        | Dr. William R. Graham          | 11 de mayo de 1986      | 1 de octubre de 1986     | 143 días  | [ 10 ] |
| Dale D. Myers            | Dale D. Myers                  | 6 de octubre de 1986    | 13 de mayo de 1989       | 950 días  | [ 10 ] |
| James R. Thompson        | James R. Thompson. Jr.         | 6 de julio de 1989      | 8 de noviembre de 1991   | 885 días  | [ 10 ] |
| Aaron Cohen              | Aaron Cohen (interino)         | 19 de febrero de 1992   | 1 de noviembre de 1992   | 256 días  | [ 10 ] |
| John R. Dailey           | John R. Dailey (interino)      | 3 de noviembre de 1992  | 31 de diciembre de 1999  | 3173 días | [ 10 ] |
| Daniel Mulville          | Dr. Daniel Mulville (interino) | 1 de enero de 2000      | 19 de noviembre de 2001  | 688 días  | [ 10 ] |
| Daniel Mulville          | Dr. Daniel Mulville (interino) | 21 de diciembre de 2001 | 11 de agosto de 2002     | 233 días  | [ 10 ] |
| Frederick D. Gregory     | Frederick D. Gregory           | 12 de agosto de 2002    | 20 de febrero de 2005    | 923 días  | [ 10 ] |
| Frederick D. Gregory     | Frederick D. Gregory           | 14 de abril de 2005     | 4 de noviembre de 2005   | 204 días  | [ 10 ] |
| Shana Dale               | Shana Dale                     | 4 de noviembre de 2005  | 17 de enero de 2009      | 1171 días | [ 10 ] |
| Lori Garver              | Lori Garver                    | 17 de julio de 2009     | 15 de mayo de 2015       | 2128 días | [ 10 ] |
| Dava Newman              | Dava Newman                    | 15 de mayo de 2015      | 20 de enero de 2017      | 616 días  | [ 10 ] |
| Lesa Roe                 | Lesa Roe (interina)            | 20 de enero de 2017     | 30 de septiembre de 2017 | 253 días  | [ 52 ] |
| James Morhard            | James Morhard                  | 17 de octubre de 2018   | 20 de enero de 2021      | 826 días  | [ 53 ] |
| Pamela Melroy            | Pamela Melroy                  | 21 de junio de 2021     | 20 de enero de 2025      | 1309 días | [ 54 ] |